# Georg von Hantelmann
Georg von Hantelmann (ur. 9 października 1898 w Rokietnicy, zm. 7 września 1924 w Charcicach) – as lotnictwa niemieckiego Luftstreitkräfte z 25 potwierdzonymi i co najmniej 5 niepotwierdzonymi  zwycięstwami w I wojnie światowej. 
Od 1916 roku służył w 17 Pułku Huzarów. We wrześniu 1917 roku został przeniesiony do lotnictwa i po przejściu szkolenia w FEA 9 został skierowany do szkoły pilotów myśliwskich Jastaschule w Valenciennes.
6 lutego 1918 roku rozpoczął służbę w eskadrze myśliwskiej Jagdstaffel 18, w której służył do 18 marca, kiedy to z grupą innych pilotów został przeniesiony do Jagdstaffel 15.

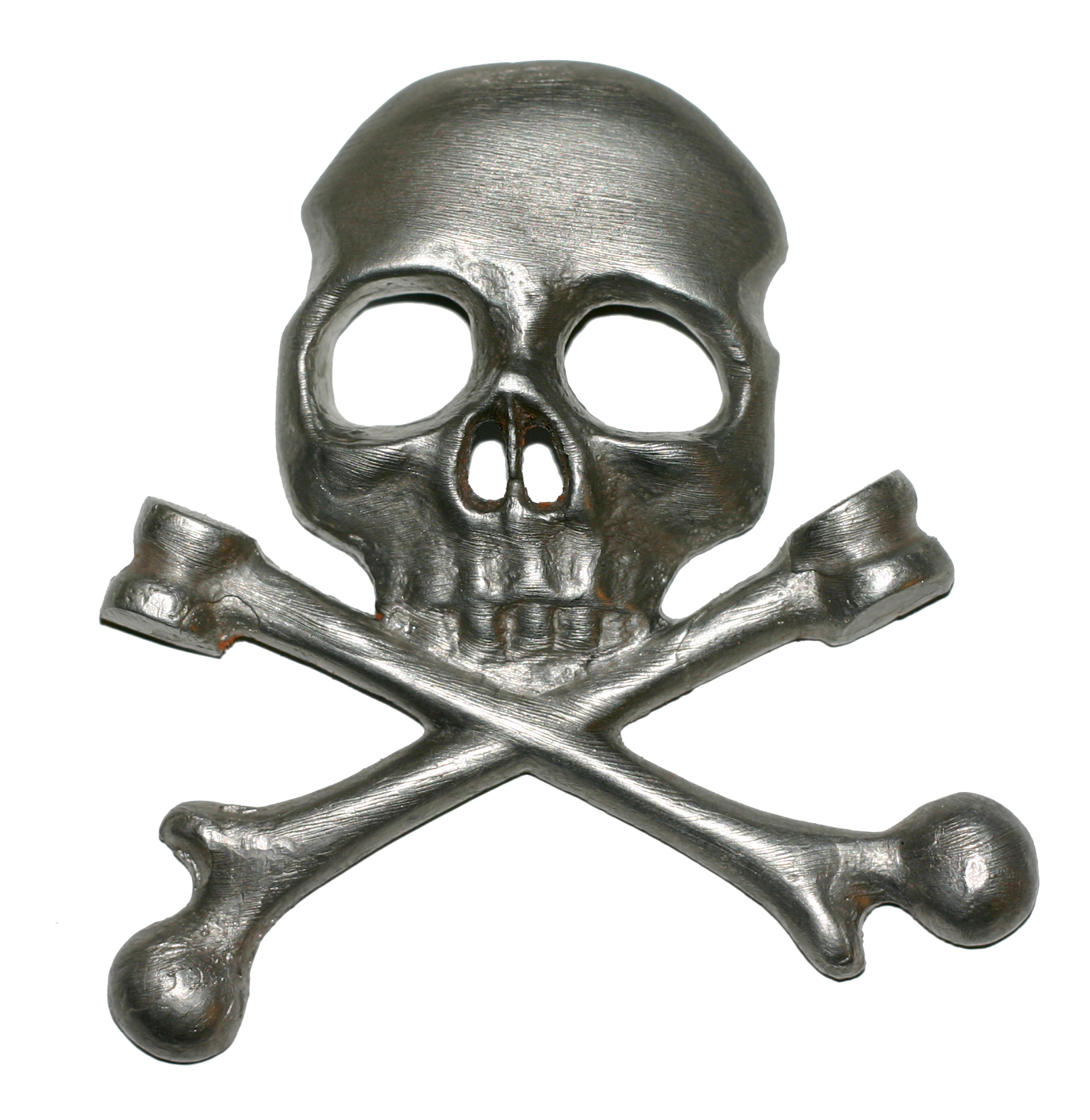
Godło 17 Pułku malowane na samolocie Hantlmanna

Pierwsze potwierdzone zwycięstwo odniósł 1 czerwca 1918 roku w okolicach Ferrieres zestrzelił brytyjski samolot bombowy Airco DH.4 z 27 Sqdn. Do końca wojny służył w Jagdstaffel 15 stając się obok Josepha Veltjensa największym asem jednostki. Jego podstawowym samolotem był Fokker D.VII. Pomalowany był na niebiesko z czerwonym dziobem oraz kołpakami kół z godłem osobistym będącym emblematem 17 Pułku Huzarów (patrz rys. obok). 

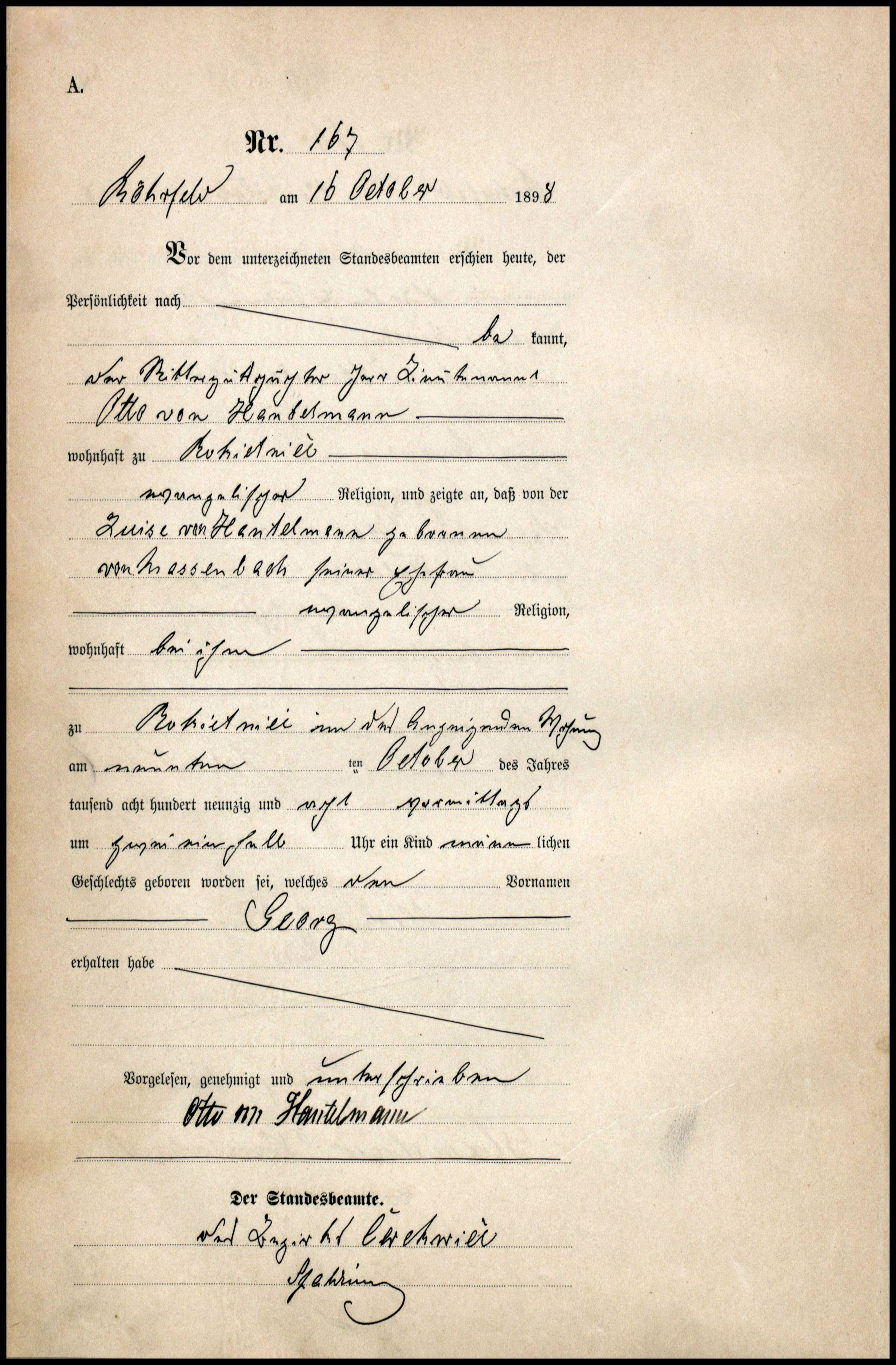
Akt urodzenia Georga von Hantelmanna

Georg von Hantelmann był nominowany do najwyższego pruskiego orderu wojennego Pour le Mérite. 
Georg von Hantelmann został zamordowany 7 września 1924 roku w rodzinnym majątku w Charcicach. Według relacji, mordercami byli przemytnicy polskiego pochodzenia, którzy zostali przyłapani przez Georga na terenie jego parku.

## Odznaczenia
- Królewski Order Rodu Hohenzollernów – 21 października 1918
- Krzyż Żelazny I Klasy
- Krzyż Żelazny II Klasy